# Gliese 86
Gliese 86 is een dubbelster bestaand uit een jonge type K1.5 hoofdreeksster (Gliese 86A) en een witte dwerg (Gliese 86B), gelegen in het sterrenbeeld Eridanus op 35,16 lichtjaar van de Zon. De ster heeft een baansnelheid rond het galactisch centrum van 49,7 km/s. Het stelsel omvat een substellaire begeleider, GJ 86b, niet te verwarren met Gliese 86B